# Baumanière
Baumanière  est un groupe d'établissements de luxe comprenant trois Relais & Châteaux, trois établissements gastronomiques et un Spa, répartis sur quatre sites dans le sud-est de la France : L'Oustau de Baumanière, La Cabro d'Or et le Spa Baumanière aux Baux-de-Provence, le Prieuré à Villeneuve-lès-Avignon, la Table du Strato à Courchevel. Les propriétaires des Maisons de Baumanière sont Geneviève et Jean-André Charial qui fait partie des grands chefs cuisiniers français.

## Histoire
Fin 1945 commence la transformation d'un mas à l'abandon, l'Oustau de Baumanière, au pied du village des Baux-de-Provence, en un restaurant gastronomique. L'endroit est déserté à cette époque. Le propriétaire en est Raymond Thuilier (dont un petit-fils, Jean-André Charial, est né quelques mois plus tôt de la même année 1945). 
Le père de Raymond Thuilier était cheminot, et est décédé quand il avait trois ans. La compagnie de chemin de fer  a alors confié la concession du buffet de la gare de Privas dans l’Ardèche à sa mère. Il a été élevé au milieu des fourneaux. Il est devenu assureur, à Lyon puis à Paris, gagnant très confortablement sa vie. Mais il a gardé en lui le rêve de créer un restaurant gastronomique et se lance dans cette aventure à 51 ans, dans ce lieu perdu, à l'entrée du Val d’Enfer à une époque où les établissements étoilées étaient implantés  dans les villes et sur la Côte d’Azur. Raymond Thuilier invente un nouveau concept, le relais de charme, et bénéficie de cette période des Trente Glorieuses avec une économie en croissance et le développement de l'usage de l'automobile.

### Les Trente Glorieuses
L'auberge commence modestement, avec quelques tables, alors que Raymond Thuilier restaure concomitamment le mas, datant de 1634. Des chambres sont aménagées dans l'ancienne bergerie, et inaugurées en 1947, avec, parmi les premiers clients, un jeune adjoint au commissaire général du tourisme de 36 ans, Georges Pompidou, qui restera un ami et un fidèle. Raymond Thuilier, au cuisine, s’inspire des recettes de sa mère, ainsi que des plats des cuisiniers dont il a fréquenté les tables dans sa vie professionnelle précédente, comme Alexandre Dumaine à Saulieu, Fernand Point à Vienne ou la Mère Brazier à Lyon. En 1949, le restaurant d’Oustau de Baumanière obtient sa première étoile au guide Michelin. La deuxième est accordée en 1952, et la troisième et ultime étoile en 1954, une progression extrêmement rapide. Raymond Thuilier aménage également sur le même lieu une piscine et un cercle hippique.
Des artistes découvrent l'endroit et le font connaître, tels le graveur et peintre Louis Jou, puis Marc Chagall, Pablo Picasso, Humphrey Bogart, Clark Gable, Sacha Guitry, Gérard Philipe, Albert Camus, Christian Dior. Durant l’été 1959, Jean Cocteau s'y installe pour trois mois, pendant le tournage du Testament d’Orphée. Des personnalités de la politique suivent : son Altesse Aga Khan III, l'ex-président des États-Unis Harry Truman, René Coty, Winston Churchill, ou encore le Général de Gaulle, et même la reine mère Élisabeth. « Baumanière n'est pas une hôtellerie, c'est une récompense», écrit Frédéric Dard. En 1961, un deuxième hôtel-restaurant, La Cabro d'Or, plus accessible, est créé à neuf cents mètres, quelques décennies avant la mode des bistrots de grands chefs, en annexe de leur restaurant gastronomique principal,.
En mars 1969, Raymond Thuilier appelle à ses côtés son petit-fils, Jean-André Charial, celui né cette année 1945 où l'aventure de L'Oustau de Baumanière a commencé. Ce petit-fils a fait HEC, et aide au départ son grand-père sur les tâches de gestion. Mais il décide quelques années plus tard d'entrer à son tour en cuisine, et effectue préalablement un passage chez les Frères Troisgros, Paul Bocuse, Paul Haeberlin et Alain Chapel. Il entreprend également un certain nombre de voyages comme en Inde et au Japon, qui lui donne la passion des épices. Une transition commence, qui va se heurter à la crise économique.

### Crises économiques et évolutions
Avec les crises successives provoquées par les chocs pétroliers  et l’évolution des modes de vie, les repas d’affaires et les repas  de la clientèle touristique ressemblent de moins en moins à des repas gastronomiques.
S'y ajoute, concernant l’Oustau de Baumanière, la nécessité de renouveler la formule initiale.  En 1990, la maison perd ainsi sa troisième étoile au Michelin, après l'avoir gardée pendant 35 ans. C'est le premier coup de semonce. Raymond Thuilier a alors 96 ans et est toujours le patron. Jean-André Charial tente de rénover un décor et une organisation surannés, mais son aïeul refuse. En 1993, presque centenaire, Raymond Thuilier meurt. Jean-André Charial et son épouse deviennent les nouveaux propriétaires.
« Il me faut bien reconnaître que la crise aidant et le pouvoir d'achat diminuant, j'ai perdu la quasi-totalité de la clientèle locale, le médecin d'Arles qui régalait ses amis, les avocats et notaires de Montélimar, les cadres retraités des Alpilles », indique Jean-André Charial dans les années 2000. Et de poursuivre :« Oui, les temps ont changé dramatiquement pour l'Oustau. Nous n'avons plus d'Américains ni d'Anglais et dès le début de l'automne, le restaurant vivote plutôt mal que bien. ».
Il réagit en réaménageant L'Oustau et démultipliant l'idée de La Cabro d'Or. Il ouvre en  2005 La Place, une table-bistrot à Maussane-les-Alpilles, village voisin des Baux. Puis, toujours sur le terroir entourant les Baux, il inaugure  La Guigou, un mas provençal, à cinq cents mètres de l'Oustau, et Le Manoir, une demeure du XVe siècle au milieu d'un jardin à la française, à neuf cents mètres de l'Oustau. Il franchit en 2007 les limites du département et crée, à Villeneuve-lès-Avignon,  dans le Gard, Le Prieuré au cœur de la cité médiévale, réaménageant  un ancien couvent et y installant chambres et cuisine. En 2009, il diversifie encore davantage l’offre du groupe, en créant La Table du Strato, un restaurant gastronomique à Courchevel en Savoie.
Il emploie alors 285 personnes pour un chiffre d'affaires de 15 millions d'euros. « En fait, je m'inspire des grands couturiers qui panachent la haute couture et le prêt-à-porter »,  indique-t-il. « Il y aura toujours un public de connaisseurs pour le luxe gastronomique dans un cadre de rêve, mais pas autant qu'avant. Pour le reste, j'ai choisi de diversifier l'offre avec Les Maisons de Baumanière, tant dans l'hôtellerie provençale que dans la restauration alentour. ».

### Littérature
Alistair MacLean situe la première partie et l'épilogue de son roman Caravane pour Vaccarès (1970) dans l'Hôtel Baumanière et ses alentours.

### Articles de journaux
- Rédaction Le Monde, « Mort de Raymond Thuilier, fondateur de l'Oustaù de Baumanière », Le Monde,‎ 26 juin 1993 (lire en ligne).
- Vincent Noce, « Jean-André Charial est né il y a cinquante ans, quelques mois avant que son grand-père lance le fameux Oustau de Baumanière. Il en a repris les fourneaux, à l'ombre de l'aïeul disparu, œdipe chef », Libération,‎ 27 juin 1993 (lire en ligne).
- Jean-Claude Ribaut, « L'Oustau de Baumanière a cinquante ans. Célébration, en Provence, d'un fameux restaurant », Le Monde,‎ 1er novembre 1995 (lire en ligne).
- Jean-Claude Ribaut, « Transformations à Baumanière », Le Monde,‎ 5 avril 2006 (lire en ligne).
- Gilles Pudlowski, « L'empire Baumanière », Le Point,‎ 23 janvier 2007 (lire en ligne).
- Nicolas de Rabaudy, « Jean-André Charial crée Les Maisons de Baumanière. Un haut lieu de la gastronomie française s'adapte à la crise », Slate,‎ 27 septembre 2009 (lire en ligne).
- Florence Saugues, « Jean-André Charial fête ses 70 ans », Paris Match,‎ 21 avril 2015 (lire en ligne).
- Régis Carisey, Hommes et établissements des métiers de bouche, 2014 (lire en ligne).